# Ziaur Rahman

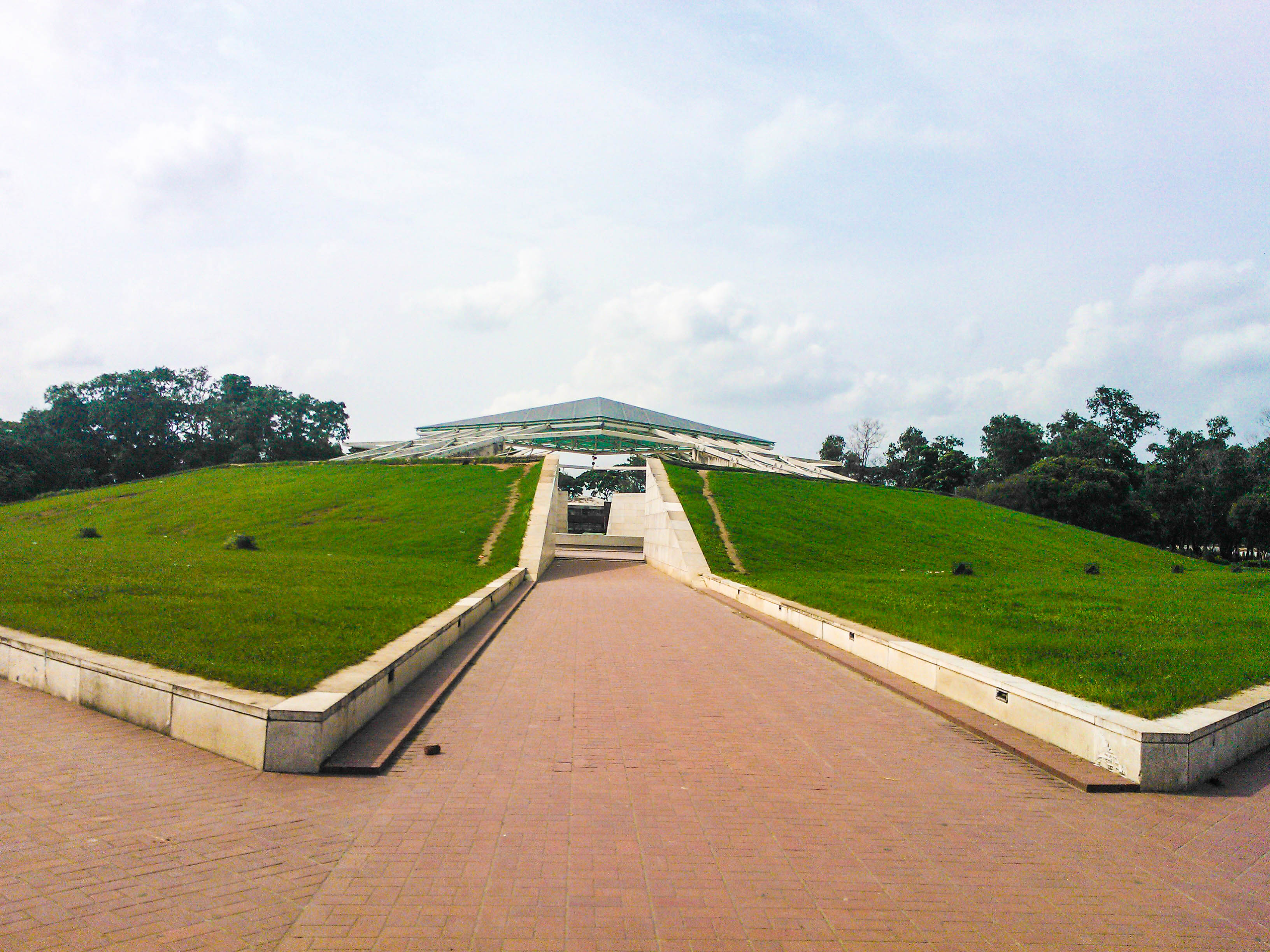
Mausoleum of Ziaur Rahman

Ziaur Rahman (în bengaleză: জিয়াউর রহমান Ji-yaur Rôhman; n. 19 ianuarie 1936, Bogura District⁠(d), India Britanică, Bangladesh – d. 30 mai 1981, Chittagong, Chittagong⁠(d), Bangladesh) a fost al șaselea președinte al Bangladeshului (din 21 aprilie 1977, până când a fost asasinat) și fondator al Partidului Naționalist din Bangladesh. El era numit și Zia și este, de asemenea, cunoscut sub numele de onoare Shahid (rom: martir). Soția sa, Khaleda Zia, a fost de trei ori prim-ministru în Bangladesh (1991-1996 și 2001-2006).

## Biografie
Tatăl său, Mansur Rahman, a fost un chimist, care a lucrat pentru un departament guvernamental din Kolkata. Copilăria lui Zia era împărțită între viața la sat și cea la oraș. Mai târziu a urmat Școala Hare din Calcutta. 
La începutul războiului din Bangladesh armata, în care Zia era un ofițer, a capturat postul de radio din Kalurghat și a declarat independența Bangladeshului în numele lui Mujibur Rahman. Ca erou de război, Zia a primit Ordinul Bir Uttom în 1972. După asasinarea lui Rahman în 1975, Khondaker Mostaq Ahmad a fost numit președinte și Zia, șef al forțelor militare. După o altă lovitură de stat, Zia a fost, în noiembrie 1975, pus sub arest la domiciliu. Cu toate acestea, cu ajutorul colonelului Abu Taher, a reușit să realizeze o contra-lovitură de succes și a fost din nou șef al armatei.
În 1977, el s-a proclamat președinte și a câștigat un referendum din 1978. El a fondat Bangladesh Nationalist Party iar în 1978 a câștigat un sprijin popular pe scară largă pentru politica sa de stabilizare. Prin politica sa, a susținut dezvoltarea industrială și economia de piață. El a consacrat, de asemenea, Islamul în constituția Bangladeshului și a căutat reconcilierea cu partidele islamice, care au luptat din partea Pakistanului. În ceea ce privește politica externă, el și-a abandonat legăturile strânse cu India și a căutat contacte mai strânse cu statele islamice și occidentale.
Zia a fost ucis în 1981 în timpul unei lovituri de stat militare eșuate.

## Asasinarea
În timpul mandatului său, Rahman a fost criticat pentru tratamentul nemilos al opoziției armatei sale.  Deși s-a bucurat de popularitate generală și încredere publică, reabilitarea lui Zia, a câtorva dintre cei mai controversați bărbați din Bangladesh a provocat o opoziție acerbă din partea susținătorilor Ligii Awami și a veteranilor lui Mukti Bahini. În mijlocul speculațiilor și temerilor de neliniște, Rahman a început turneul la Chittagong la 29 mai 1981 pentru a ajuta la soluționarea unei dispute politice intra-partid în BNP regională. Rahman și anturajul lui au stat peste noapte la Chittagong Circuit House. În primele ore ale dimineții din 30 mai, a fost asasinat de un grup de ofițeri de armată. De asemenea, au fost uciși șase dintre bodyguarzii săi și doi asistenți.
Se estimează că aproape două milioane de persoane au participat la înmormântarea care a avut loc în Piața Parlamentului.

## Weblinks
- en Ziaur Rahman la NNDB